# 1975 w polityce

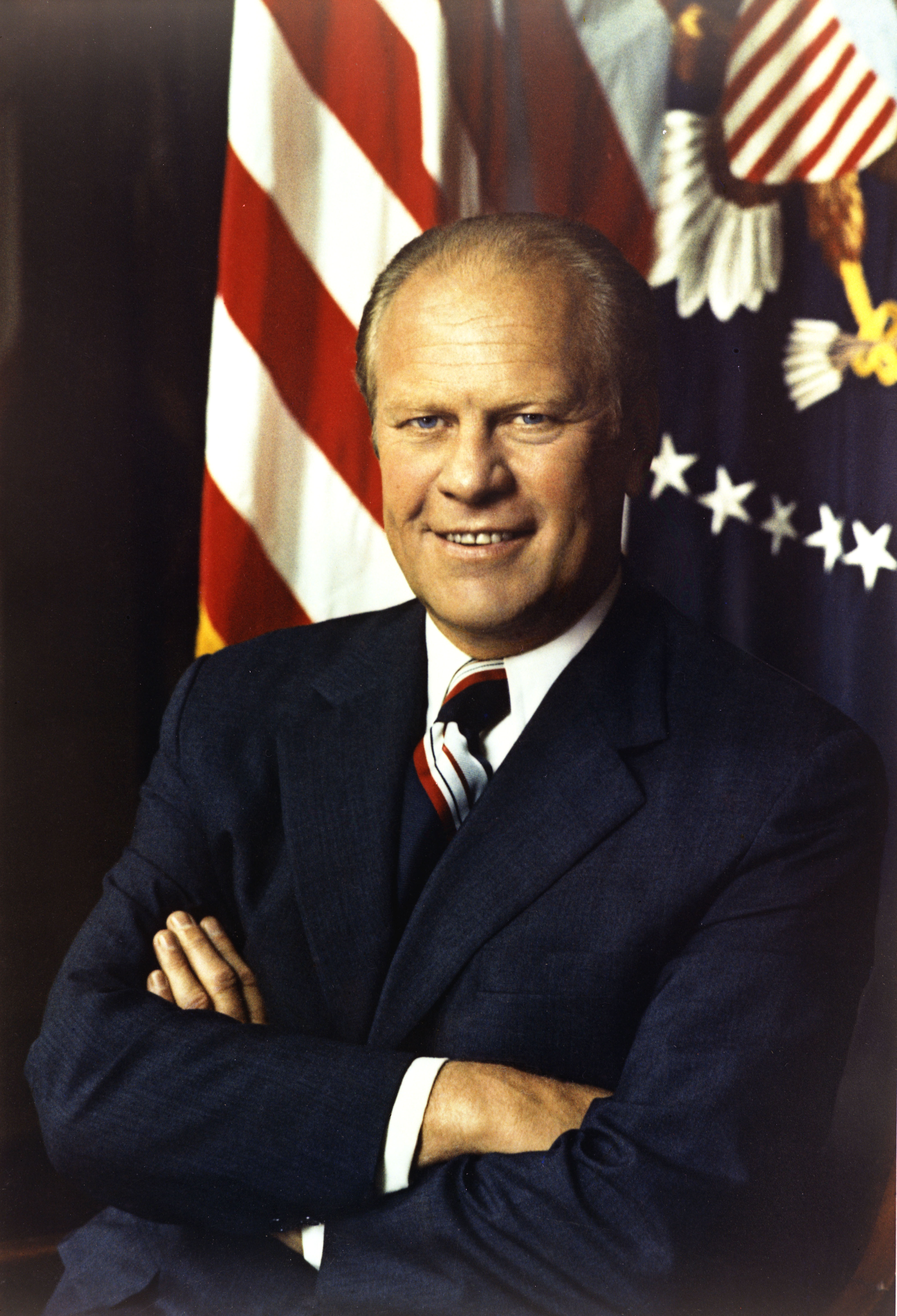
Gerald Ford

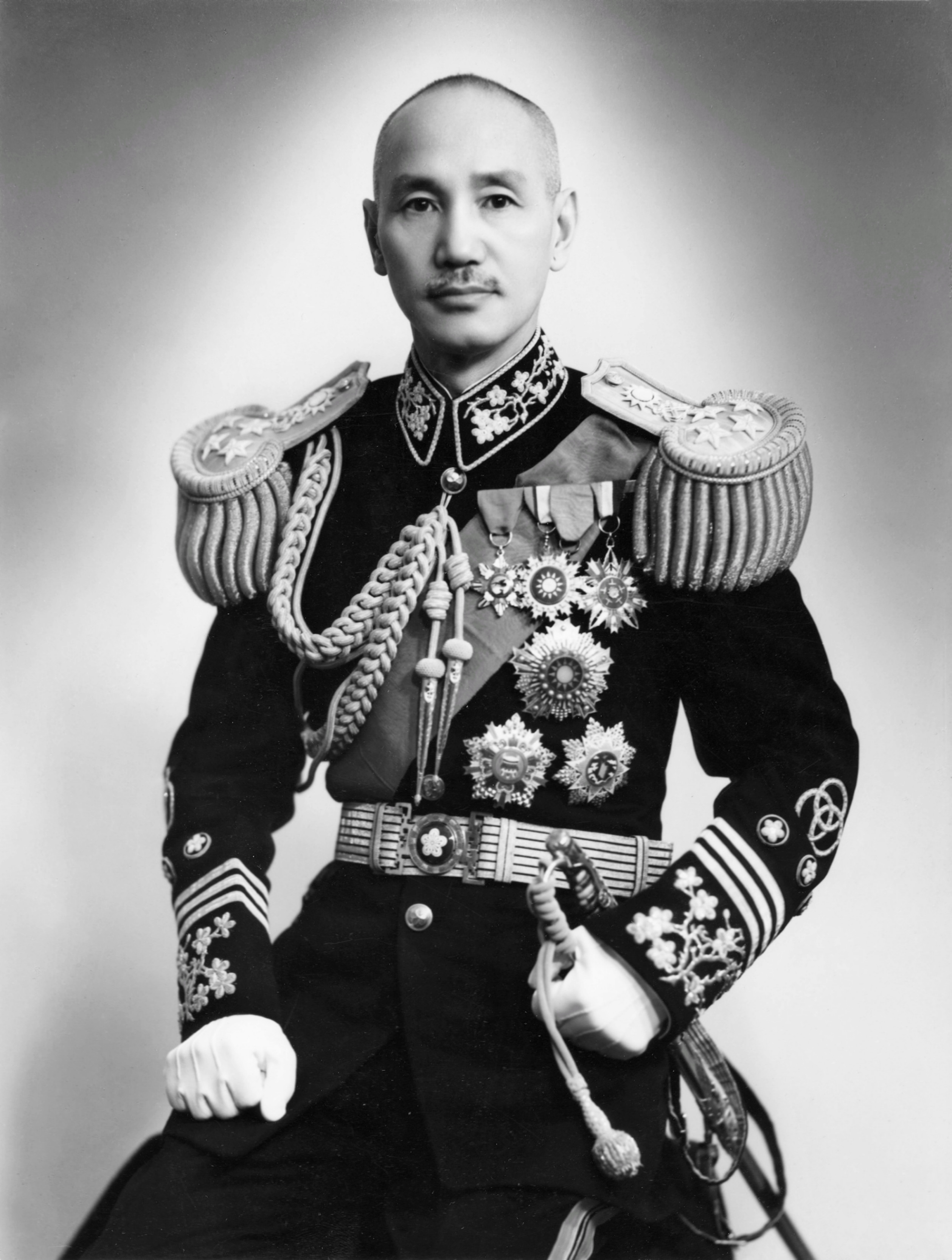
Czang Kaj-szek

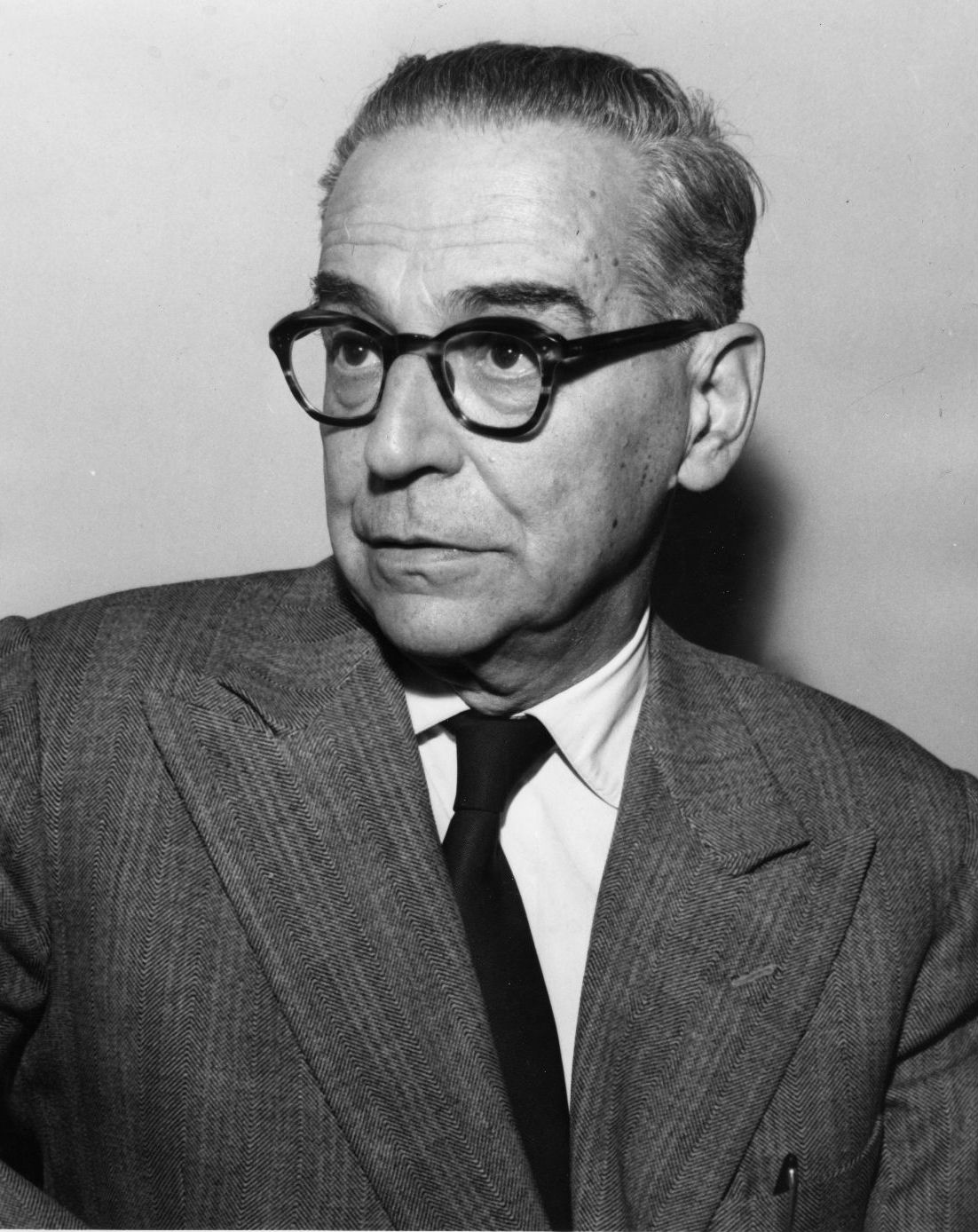
Ivo Andrić

Wydarzenia polityczne w 1975 roku.

## Styczeń
- 1 stycznia – John N. Mitchell, H. R. Haldeman i John Ehrlichman zostali uznani za winnych Afery Watergate[1].

## Luty
- Wybuchła wojna domowa w Angoli pomimo podpisania porozumienia pomiędzy trzema ugrupowaniami narodowowyzwoleńczymi a rządem[2].

## Marzec
- 13 marca – zmarł Ivo Andrić, jugosłowiański pisarz i dyplomata[3].

## Kwiecień
- 5 kwietnia – zmarł Czang Kaj-szek, chiński generalissimus[4].
- 22 kwietnia – prezydent Hondurasu Oswaldo López Arellano został odsunięto od władzy w wyniku zamachu stanu. Urząd prezydenta objął pułkownik Juan Alberto Melgar Castro[2].
- 30 kwietnia – podpisano akt kapitulacji Wietnamu Południowego[2].
- Czerwoni Khmerzy przejęli władzę w Kambodży[2].

## Czerwiec
- 25 czerwca – Portugalska Afryka Wschodnia stała się niepodległa. Nowe państwo przejęło nazwę Mozambik[2].
- 26 czerwca – Indira Gandhi ogłosiła w całych Indiach stan wyjątkowy i doprowadziła do aresztowania liderów opozycji[2].

## Lipiec
- 12 lipca – Wyspy Świętego Tomasza i Książęca otrzymały niepodległość od Portugalii[2].
- 28–29 lipca – oficjalna wizyta prezydenta Stanów Zjednoczonych Geralda Forda w Polsce[5].

## Sierpień
- 1 sierpnia – w Helsinkach podpisano Akt końcowy Konferencji Bezpieczeństwa i Współpracy w Europie. Dokument podpisali przedstawiciele 35 państw[2].
- 27 sierpnia – zmarł zdetronizowany cesarz Etiopii Hajle Syllasje I. Najprawdopodobniej został zlikwidowany na rozkaz Mengystu Hajle Marjama[6].

## Wrzesień
- 18 września – zmarł Luis Concha Córdoba, kolumbijski kardynał, arcybiskup Bogoty[7].

## Listopad
- 20 listopada – zmarł Francisco Franco, po jego śmierci książę Jan Karol I Burbon został zaprzysiężony jako nowy hiszpański monarcha[2][8].
- 25 listopada – Holandia przyznała niepodległość Gujanie Holenderskiej. Nowe państwo przyjęło nazwę Surinam[2].

## Grudzień
- 10 grudnia – Pokojową Nagrodę Nobla otrzymał Andriej Sacharow[2].